# Анри Нестле
Анрѝ Нестлѐ, родно име Ха̀йнрих Нѐстле (на немски: Heinrich Nestle), е германски индустриалец, изобретател и предприемач. Основател на най-голямата компания за хранителни продукти в света – Нестле. Един от създателите на млечния шоколад.

## Биография
Историята е бедна на факти, що се отнася до създателя на най-голямата компания, производител на храни и напитки в света.
Наследственият бизнес на Хайнрих (по-късно Анри) няма нищо общо с хранителната индустрия – той е стъкларство. Бащата на Хайнрих, Йохан Улрих Матиас, наследява стъкларския бизнес от баща си. Майката на Хайнрих – Анна Мария Катарина Ееман – също произлиза от семейство на стъклар.
Ха̀йнрих Нѐстле (на швабски диалект, Нестле означава „малко птиче гнездо“) е роден на 10 август 1814 година. Той е единадесетото от общо 14 деца в семейството.
Преди да навърши 20 години Хайнрих вече е с 4-годишен стаж при Дж. И. Щайн, фармаколог.
През 1839 година започва работа като квалифициран фармаколог – официално получава право да прави химични експерименти, да предписва и продава лекарства.
Именно това е времето, когато той сменя името си на Анрѝ Нестлѐ с цел по-лесно адаптиране към франкоезичната социална среда във Вьове, Швейцария.

## NESTLE S.A.
През 1843 година Анри Нестле купува едно от най-прогресивните производства за региона – на рапично семе, масла, ликьори, ром, абсент, оцет. Малко по-късно започва производството и продажбата на минерална вода и лимонада. В годините на икономическа криза 1845 – 1847 обаче Анри Нестле се отказва от производството на минерална вода. А след сдружаването му с Кепел през 1857 двамата се концентрират върху газовото осветление и изкуствените торове.
На 23 май 1860 година се жени за Анна Клементина Терес Ееман.
Започва разработването на бебешки храни. В основата на интереса му към изхранването на бебетата стоят няколко фактора – високата смъртност в собственото му семейство (от общо 14 деца само половината доживяват до юношеските си години), познанията му на фармаколог и неговата съпруга.
Анри Нестле комбинира прясно краве мляко с брашно и захар, за да осигури заместител на майчиното мляко за деца, които не могат да приемат кърма. Анри извлича киселините и скорбялата от брашното и разработва своя продукт в сътрудничество с Жан Балтазар Шнецлер – учен, занимаващ се с проблемите на храненето. Новият продукт получава названието „Млечно брашно Анри Нестле“ (на френски: Farine Lactée Henri Nestlé).

## Късни години и смърт
В края на 1874 година Анри Нестле продава компанията. Със съпругата си се преместват в резиденция, която по-късно става известна под името Вила Нестлѐ. Двамата продължават да се занимават с помагане на хората, с обществени дарения за подобрение на инфраструктурата.
Анри Нестле умира от сърдечен удар на 7 юли 1890 година, завещавайки на света адаптираните млека – алтернатива на майчината кърма. Той създава една корпоративна култура, която се характеризира с глобална ориентация, никакви компромиси с качеството, научно разработени храни и зачитане на регионалните особености.